# 第8管区 (米国聖公会)
第8管区（だいはちきょうく、英語: Province 8）は、米国聖公会に属する11管区のひとつで、アメリカ合衆国の西部、西北部、太平洋に跨る地域の聖公会活動を管轄している。また、ミクロネシア聖公会、台湾聖公会もここに属している。
この管区に属する教区（Dioces）は、教区名のアルファベット順に次の通りである。
- アラスカ教区 Alaska
- アリゾナ教区 Arizona
- カリフォルニア教区 California
- 東部オレゴン教区 Eastern Oregon
- エル・カミノ・レアル教区 El Camino Real (サンノゼ)
- ハワイ教区 Hawaii
- アイダホ教区 Idaho
- ロサンジェルス教区 Los Angeles
- ミクロネシア聖公会 Micronesia
- ナヴァホ教区 Navajoland
- ネヴァダ教区 Nevada
- 北カリフォルニア教区 Northern California
- オリンピア教区 Olympia
- オレゴン教区 Oregon
- サンディエゴ教区 San Diego
- サンホアキン教区 San Joaquin
- スポケーン教区 Spokane
- 台湾教区 Taiwan
- ユタ教区 Utah